# Fred Beltran
Frédéric Beltran (* 15. September 1963 in Levallois-Perret) ist ein französischer Comiczeichner.
Fred Beltran wurde in den 1980er Jahren als Rockabilly-Gitarrist und Sänger aktiv, gleichzeitig besuchte er diverse Kunstschulen. 1990 erschien sein erstes Comic-Album Dans le ventre du Minotaure bei Les Humanoïdes Associés. Seit 1994 zeichnet Beltran nur noch am Computer. Er colorierte einige Alben der John-Difool-Saga und ab 1998 die Serie Techno-Väter. Ab 1999 zeichnete er für Alejandro Jodorowsky den Science-Fiction Dreiteiler Megalex.